# Рибальський бастіон
47°30′08″ пн. ш. 19°02′05″ сх. д. / 47.50222° пн. ш. 19.03472° сх. д.

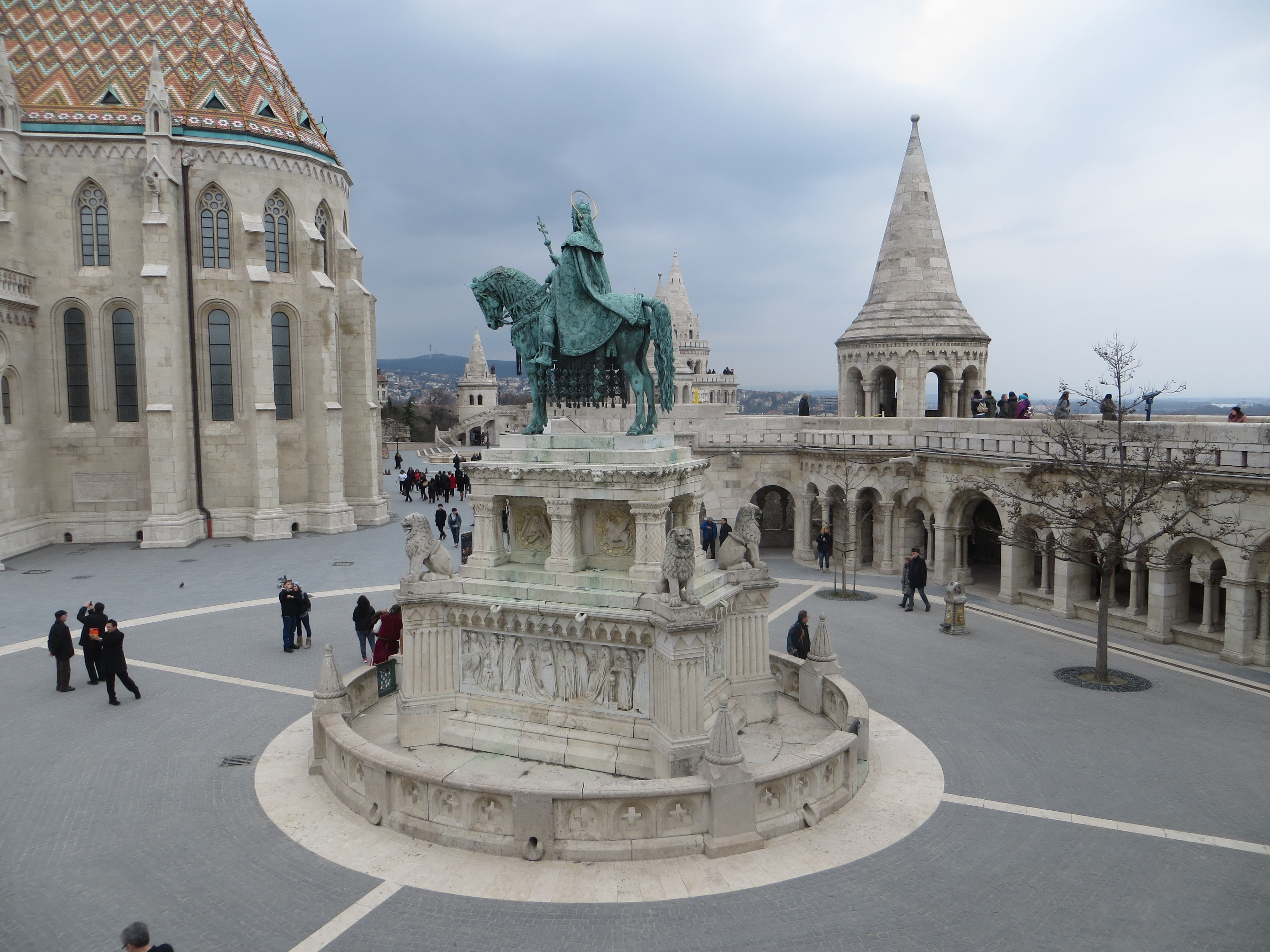
Рибальський бастіон з кінною статуєю святого Іштвана

Рибальський бастіон (угор. Halászbástya) — архітектурна споруда в Буді, одна з визначних пам'яток угорської столиці. Являє собою площу, оточену галереєю довжиною 140 м і шириною 8 м з конічними шатровими вежами (6 невеликих і одна центральна — символізують сім племен, що заснували угорську державу), аркадами і балюстрадами. Звідси відкривається чудовий краєвид на Дунай і Пешт.
Рибальський бастіон був зведений у 1899—1905 роках за проєктом архітектора Фрайгеса Шулека і задуманий як архітектурний фон для церкви Матяша. Незважаючи на свою назву, Рибальський бастіон ніколи не мав оборонного значення. Раніше на місці Рибальського бастіону була оточена стіною фортеці площа, на якій торгували рибою. У середньовіччі будайські рибалки захищали цю ділянку муру в разі військової загрози, і Рибальський бастіон став пам'ятником хороброї гільдії рибалок.